# Nunataki Matjushkina
Nunataki Matjushkina är en nunatak i Antarktis. Den ligger i Östantarktis. Australien gör anspråk på området. Toppen på Nunataki Matjushkina är 1 489 meter över havet.
Terrängen runt Nunataki Matjushkina är huvudsakligen platt. Trakten är obefolkad. Det finns inga samhällen i närheten.